# By the Way (album Red Hot Chili Peppers)
| Recensione           | Giudizio |
| -------------------- | -------- |
| AllMusic             | [ 27 ]   |
| Blender              | [ 28 ]   |
| Entertainment Weekly | B        |
| The Guardian         | [ 30 ]   |
| Los Angeles Times    | [ 31 ]   |
| NME                  | 7/10     |
| Q                    | [ 33 ]   |
| Rolling Stone        | [ 34 ]   |
| USA Today            | [ 35 ]   |
| The Village Voice    | B−       |

By the Way è l'ottavo album in studio del gruppo musicale statunitense Red Hot Chili Peppers, pubblicato il 9 luglio 2002 dalla Warner Bros. Records.
Si tratta del loro terzo lavoro per vendite (8 milioni di copie), dopo Californication e Blood Sugar Sex Magik. Negli Stati Uniti è stato premiato con due dischi di platino.

## Antefatti
Il processo di scrittura e registrazione di By the Way cominciò nella primavera del 2001, subito dopo la fase finale del tour promozionale del precedente album in studio Californication. I membri della formazione si dedicarono al processo creativo del disco in modo indipendente, nelle proprie rispettive abitazioni e in altri luoghi esterni allo studio di registrazione. La lavorazione dipese in gran parte da John Frusciante ed Anthony Kiedis, che collaborarono nella stesura dei testi e delle parti di chitarra. Per la registrazione di By the Way,  il gruppo decise di affidare la produzione di nuovo a Rick Rubin.

## Descrizione
Dopo il grande successo di Californication, il gruppo decise di incidere un disco nettamente diverso rispetto ai precedenti continuando comunque l'evoluzione "mainstream" e melodica iniziata con Californication: così nel 2002 fu pubblicato By The Way, la prima edizione in vinile in 2 LP e poi successivamente verrà masterizzato in Compact Disc.
Anthony scrisse nella sua autobiografia Scar Tissue: "Scrivere By the Way, il nostro album seguente fu un'esperienza totalmente diversa da Californication. John era tornato se stesso e traboccava fiducia."
L'album ebbe ancora una volta un gran successo di pubblico, come dimostrano i passaggi radio della stessa title track o di The Zephyr Song, ma deluse i vecchi fan, ancora radicati al vecchio stile funk del gruppo; lo stile è peraltro ancora presente, in versione modernista e meno ruvida, in brani come Can't Stop, Throw Away Your Television, o con contaminazioni ska (On Mercury) e psichedeliche (This Is the Place). La suddetta Can't Stop e la title track sono le uniche tracce del disco contraddistinte dalla presenza di parti vocali rap, confermando ancora una volta il parziale allontanamento del gruppo dalle sonorità dei primi album.
Le sonorità meno ruvide sono scaturite da un momento di forte crisi affettiva di Anthony Kiedis, appena uscito da una lunga relazione sentimentale. Inoltre è stata più forte l'influenza del chitarrista John Frusciante, per la creazione delle sonorità del disco. Tirando le somme, By the Way è un album valido dal punto di vista tecnico. Il pop-rock inconcepibile nei primi album per una band che della fisicità e del crossover faceva la sua forza, ha qui trovato la sua evoluzione tecnica che era nata a partire dal più convincente Californication. L'album è stato prevalentemente ispirato da sonorità degli anni settanta, molto care a Frusciante, che si rende ancora una volta protagonista grazie ai cori e alla sua chitarra, dalla quale riesce a sprigionare melodie semplici ma allo stesso tempo molto efficaci. Ed è proprio qui che sta l'abilità di John, un musicista completo che si offre nell'uso di sintetizzatori e tastiere (Warm Tape).
L'edizione giapponese di By The Way contiene anche l'inedita Time.
La copertina, l'artwork e le fotografie dell'album sono opera del pittore e fotografo Julian Schnabel. La figura femminile rappresentata sulla copertina è sua figlia Stella, all'epoca fidanzata con Frusciante.

## Accoglienza
L'album ricevette critiche positive dalla stampa specializzata, che di By the Way dichiarò di apprezzare la svolta testuale e melodica, per quanto già accennata in alcuni lavori precedenti. Zac Johnson di AllMusic considerò il disco "un prodotto sofisticato, dove però gli autori hanno saputo mantenere intatto il loro spirito spensierato e ribelle". Rolling Stone considerò l'album "follemente melodico" e "capace di bilanciare sonorità sporche e grandi aspirazioni artistiche", e lo paragonò in particolare a Pet Sounds dei Beach Boys. La rivista Mojo elogiò la registrazione, considerandola "la più potente dai tempi  di Blood Sugar Sex Magik". Anche la rivista Q apprezzò By the Way, considerandola "una registrazione di ottima qualità, contenente non poche sorprese." Kimberly Mack di PopMatters considerò l'album "un notevole passo in avanti rispetto al furore giovanile dei lavori precedenti", ed apprezzò "le connotazioni personali dei testi del cantante", inoltre considerò il chitarrista "un notevole punto di forza della formazione."
Vi furono però anche critiche negative. La rivista Blender considerò By the Way uno seguito impersonale e ripetitivo di Californication, ribattezzandolo "Californication 2", e sostenendo che il gruppo non era in grado di proporre qualcosa di diverso da canzoni rock orecchiabili, che hanno contraddistinto le ultime fasi della loro carriera. Jaime Lowe di The Village Voice bocciò i testi di Kiedis, considerandoli "sconcertanti" e sostenendo "che il cantante si era limitato a leggere rime su un dizionario, e poi unirle in locuzioni cantabili fatte di parole a caso." Robert Christgau criticò negativamente la stesura dei testi, scrivendo che "il cantante non aveva ancora raggiunto una sufficiente maturità vocale e testuale." Il giornale Entertainment Weekly considerò By the Way una prova ben riuscita, ma non apprezzò l'eccessiva mitezza di esecuzione e composizione.
Il sito AllMusic elogiò la title track "By the Way", sostenendo che il brano era capace di unire in modo professionale "ammiccamenti funk, armonie dolci, riferimenti a ragazze occasionali e ricordi d'estate." La rivista Rolling Stone apprezzò "la capacità della traccia "The Zephyr Song" di evocare le atmosfere assolate della California".

## Tour promozionali
Per promuovere l'album, il gruppo intraprese il By the Way World Tour nel 2002 e nel 2003 e il Roll on the Red Tour nel 2004.
Prima dell'inizio del primo tour, Flea intuiva che c'erano dei problemi con John, pensando che il chitarrista volesse lasciare la band per seguire un suo progetto solista. La band si radunò per chiarire i problemi e tutto si risolse, infatti John non aveva alcuna intenzione di lasciare la formazione. Le date significative, tra le altre, furono: Fuji Rock Festival, Coachella Valley Music and Arts Festival, un concerto al Madison Square Garden di New York e il Rock am Ring festival verso la fine del tour. Da questo tour venne pubblicato il DVD Live at Slane Castle, ripreso in Irlanda il 23 agosto 2003 davanti a 80.000 persone.

## Tracce

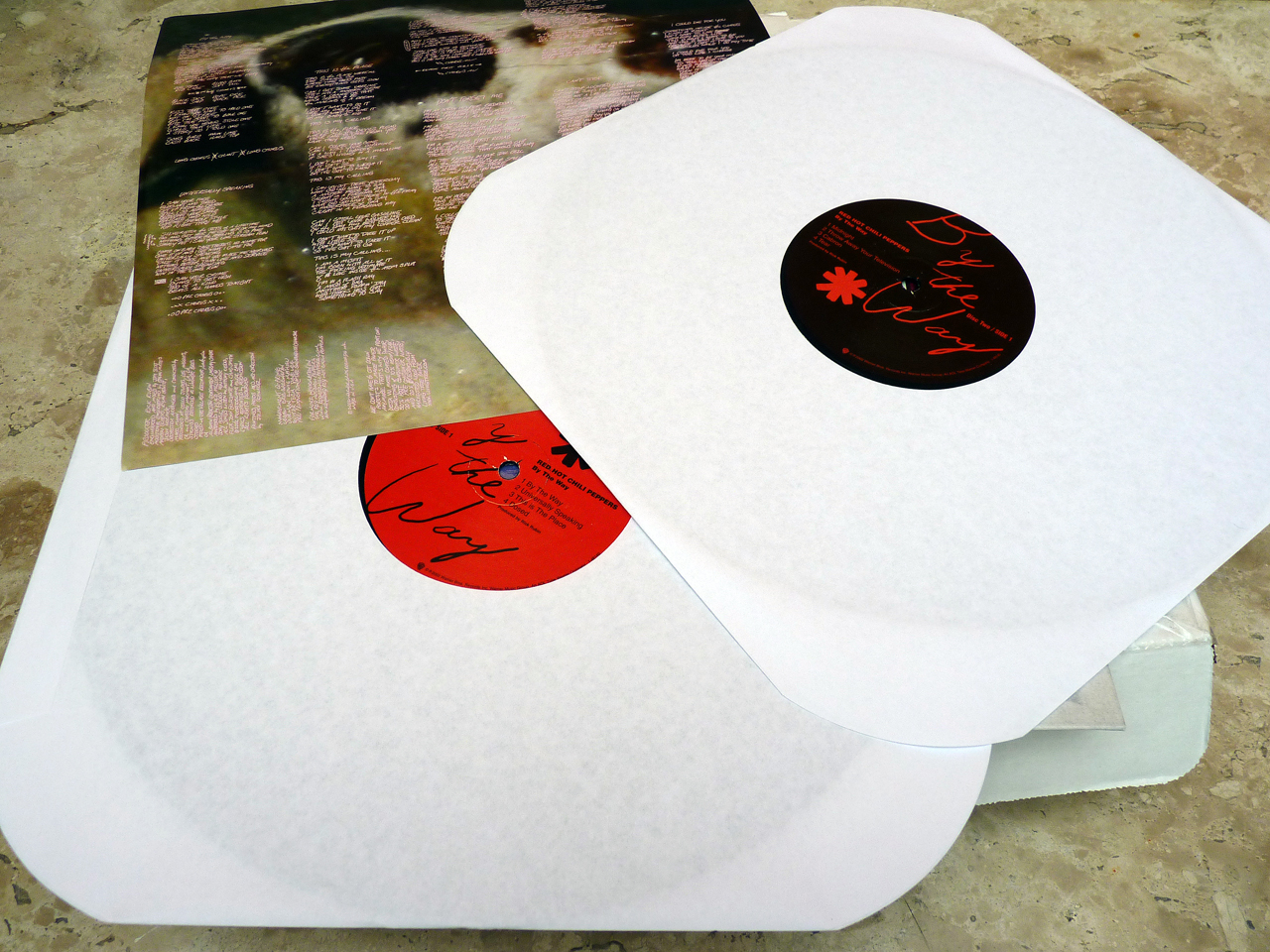
Il vinile di By the Way

Testi e musiche di Red Hot Chili Peppers.
1. By the Way – 3:37
2. Universally Speaking – 4:19
3. This Is the Place – 4:17
4. Dosed – 5:12
5. Don't Forget Me – 4:37
6. The Zephyr Song – 3:52
7. Can't Stop – 4:29
8. I Could Die for You – 3:13
9. Midnight – 4:55
10. Throw Away Your Television – 3:44
11. Cabron – 3:38
12. Tear – 5:17
13. On Mercury – 3:28
14. Minor Thing – 3:37
15. Warm Tape – 4:16
16. Venice Queen – 6:08

Traccia aggiuntiva nella versione giapponese
1. Time – 3:47

## Formazione
- Anthony Kiedis - voce, cori (traccia 6)
- John Frusciante - chitarra, pianoforte, tastiera, sintetizzatore, cori; voce (traccia 4), melodica (traccia 13), basso aggiuntivo (traccia 5)
- Flea - basso, contrabbasso, tromba, armonica, chitarra (traccia 4)
- Chad Smith - batteria, percussioni, drum machine (traccia 6)

## Classifiche
| Classifica        | Posizione massima |
| ----------------- | ----------------- |
| Australia         | 1                 |
| Austria           | 1                 |
| Belgio (Fiandre)  | 1                 |
| Belgio (Vallonia) | 2                 |
| Danimarca         | 1                 |
| Finlandia         | 1                 |
| Francia           | 2                 |
| Germania          | 1                 |
| Italia            | 1                 |
| Norvegia          | 1                 |
| Nuova Zelanda     | 1                 |
| Paesi Bassi       | 1                 |
| Regno Unito       | 1                 |
| Stati Uniti       | 2                 |
| Svezia            | 1                 |
| Svizzera          | 1                 |